# Za jasną rzeką
Za jasną rzeką – czwarty album kompilacyjny wokalisty i pianisty Wojciecha Skowrońskiego, a także druga z planowanych płyt koncertowych, zbierających komplet niepublikowanych nagrań radiowych i telewizyjnych z lat 1971–1979. Krążek ukazał się 1 marca 2022 roku nakładem wydawnictwa Kameleon Records (KAMCD 66). W zestawie tym znajdują się m.in. trzy unikatowe nagrania pochodzące z wczesnego okresu solowej działalności Wojciecha Skowrońskiego, nagrane w 1971 roku podczas IX KFPP w Opolu. Koncertowe rejestracje występów z XI KFPP w Opolu (1973) i XII KFPP w Opolu (między innymi koncert „Rock przez cały rok – jazz’”, 1974), zawierące m.in. wczesną, koncertową wersję utworu Za jasną rzeką, który Blues & Rock, już w innym składzie, nagrał na drugi longplay Wojciech Skowroński (1976) oraz dwa przeboje pianisty, czyli Blues to zawsze blues jest i Ja to się cieszę byle czym w innych wersjach, niż te zawarte na płycie Blues to zawsze blues jest. Spośród dwóch występów na festiwalu Old Jazz Meeting z lat 1973–1974 – podczas drugiego z nich, grupa Skowrońskiego wykonała dwa, kilkunastominutowe utwory, m.in. ponad 11-minutową, premierową wersją standardu Stompin’ At The Savoy (tak samo jak w przypadku utworu Za jasną rzeką, nagrany później w innym sładzie na longplay Wojciech Skowroński z 1976). Album zamyka w pełni unikatowy, archiwalny zapis występu New Blues & Rocka w ODK „Słońce” w Poznaniu (1979) – pochodzący z prywatnego archiwum Przemysława Lisieckiego. Materiał zawarty na płycie został zremasterowany z taśm matek. Dwudziestostronicowa, kolorowa książeczka, zawiera m.in. dużo unikatowych zdjęć oraz wnikliwy esej, dokumentujący ówczesna działalność estradową Wojciecha Skowrońskiego.

## Lista utworów[4]
1. „Trochę żal” (muz. Wojciech Skowroński – sł. Jan Tomasz, właśc. Marek Gaszyński) – 3:07
2. „Alleluja, przecież kocham ją” (muz. Ray Charles – sł. Piotr Moszyński) – 4:27
3. „Rock and roll” (muz. Wojciech Skowroński – sł. Tadeusz Rzymski, właśc. Sławomir Pietrzykowski) – 2:24
4. „Człowiek bez swojej gwiazdy” (muz. Wojciech Skowroński – sł. Marek Dutkiewicz – 3:47
5. „Blues to zawsze blues jest” (muz. Jerzy Wasowski – sł. Błażej Perkun, właśc. Grzegorz Wasowski) – 3:58
6. „Za jasną rzeką” (muz. W. Skowroński – sł. Jan Zalewski) – 7:12
7. „Don't Think Twice It's All Right” (muz. i sł. Bob Dylan) – 6:54
8. „Stompin' At The Savoy” (autorzy: Andy Razaf, Benny Goodman, Chick Webb, Edgar Sampson – opracowanie: Wojciech Skowroński) – 11:28
9. „Alabama” (muz. Romuald Żyliński – sł. Jan Gałkowski, Bogusław Choiński) – 3:20
10. „Zawsze jeszcze znajdziesz sposób” (muz. Wojciech Skowroński – sł. Piotr Moszyński) – 7:18
11. „Rock Around the Clock” (autorzy: Max C. Freedman i James E. Myers) – 4:24
12. „Ja to się cieszę byle czym” (muz. Jerzy Milian, Andrzej Dąbrowski – sł. Błażej Perkun, właśc. Grzegorz Wasowski) – 4:43
13. „Stary dobry rock and roll” (muz. Jerzy Milian – sł. Andrzej Tara) – 2:51
14. „Być we dwoje to dobre, lecz...” (muz. Wojciech Skowroński – sł. Andrzej Kosmala, Andrzej Sobczak) – 2:34
15. „W dobrym tonie” (muz. Wojciech Skowroński – sł. Andrzej Kosmala, Andrzej Sobczak) – 4:23
16. „Shake, Rattle and Roll ” (muz. i sł. Charles Calhoun) – 2:13
17. „What'd I Say” (muz. i sł. Ray Charles) – 3:22

Nagrań dokonano podczas koncertów na festiwalach
- IX Krajowy Festiwal Piosenki Polskiej w Opolu: Koncert „Jazzorama”, Hala Gwardii – 25 czerwca 1971 (1–3)
- VII Old jazz Meeting „Złota Tarka”: Koncert galowy, Sala Kongresowa w Warszawie – 22 stycznia 1973 (4)
- XI Krajowy Festiwal Piosenki Polskiej w Opolu: Koncert „Interpretacje”, Amfiteatr – 21 czerwca 1973 (5, 6)
- VIII Old jazz Meeting „Złota Tarka”: Koncert galowy, Sala Kongresowa w Warszawie – 21 stycznia 1974 (7, 8)
- XII Krajowy Festiwal Piosenki Polskiej w Opolu: Koncert „Przeboje XXX-lecia”, Amfiteatr – 26 czerwca 1974 (9)
- XII Krajowy Festiwal Piosenki Polskiej w Opolu: Koncert „Rock przez cały rok – jazz”, Amfiteatr – 29 czerwca 1974 (10–11)
- XII Krajowy Festiwal Piosenki Polskiej w Opolu: Koncert „Mikrofon i Ekran”, Amfiteatr – 29 czerwca 1974 (12)
- XIV Krajowy Festiwal Piosenki Polskiej w Opolu: Koncert „Premiery”, Amfiteatr – 25 czerwca 1976 (13)
- Osiedlowy Dom Kultury „Słońce”, Poznań – czerwiec 1979 (14–17)

## Składy zespołów New Blues Trio (1–3) i Blues & Rock (4–12)[4]
- Wojciech Skowroński – śpiew fortepian
- Edmund Klaus – gitara (7-12)
- Andrzej Iskra – gitara basowa (1–3, 4–12)
- Przemysław Lisiecki – perkusja (1–3, 4–12)

## Skład tria wokalnego Rock & Blues[4]
- Krystyna Stolarska – śpiew wspierający (4, 6)
- Ewa Góra, wł. Górzanka[5] – śpiew wspierający (4, 6)
- Teresa Głowacka – śpiew wspierający (4, 6)

## Gościnnie[4]
- Jiří Tomek – kongi (5, 6)
- Sekcja dęta Big Bandu „Stodoła”
- Alibabki – śpiew wspierający (12)
- Orkiestra Polskiego Radia I Telewizji Studio S-1 pod dyr. Andrzeja Trzaskowskiego (13)

## Skład zespołu New Blues & Rock[4]
- Wojciech Skowroński – śpiew, fortepian (14-17)
- Andrzej Rogal – gitara (14-17)
- Marek Wojciechowski – gitara basowa (14-17)
- Przemysław Lisiecki – perkusja (14-17)

## Opracowanie[4]
- Redakcja, mastering, opracowanie graficzne – Paweł Nawara
- Koordynacja projektu – Marek Trepko
- Zdjęcia: Rafał Jasionowicz, Wiktor Franczyszyn Marek Karewicz, Paweł Karpiński, Ryszard Łabus, Grzegorz Muś, Karol Kamiński, Marian Sanecki, Maciej Jurkowski, archiwum prywatne: Przemysława Lisieckiego, Edmunda Klausa, Waldemara Majewskiego, Aleksandry Iskry, Piotra Przybylskiego, Wojewódzka Biblioteka Publiczna im. Emanuela Smołki w Opolu